# Steven Beitashour
Steven Beitashour (Nombre persa: Mehrdad Beitashour, en persa: مهرداد بیت‌آشور‎; n. San José, California, Estados Unidos, 1 de febrero de 1987), más conocido como Stevie o Beita,  es un futbolista iraní-estadounidense. Juega como lateral derecho y su equipo actual es el Colorado Rapids de la Major League Soccer. Beitashour cuenta con doble nacionalidad, y pese a haber participado de campos de entrenamiento con la selección estadounidense, finalmente decidió representar a Irán a nivel internacional.

## Trayectoria
Luego de graduarse de la Universidad Estatal de San Diego, Beitashour entró al SuperDraft de la MLS en 2010, donde fue elegido en la segunda ronda (30.o en la general) por el equipo de su ciudad natal, los San Jose Earthquakes. Beitashour hizo su debut profesional el 11 de abril de 2010 ante el Chicago Fire y anotó su primer gol contra Chivas USA catorce días después.

## Selección nacional

### Estados Unidos
Beithasour califica para jugar tanto para la selección de Estados Unidos como para Irán, y ha expresado que estaría abierto a la oportunidad de jugar para cualquiera de los dos equipos.
El 12 de agosto de 2012 Beithashour recibió su primer llamado a la selección de los Estados Unidos para jugar un amistoso contra México en el estadio Azteca. No obstante, no llegó a debutar.

### Irán
Carlos Queiroz, DT de la selección iraní, incluyó a Beitashour en la lista definitiva de 23 jugadores con miras a la Copa Mundial de Fútbol de 2014 a jugarse en Brasil.

### Participaciones en Copas del Mundo
| Mundial                        | Sede   | Resultado        |
| ------------------------------ | ------ | ---------------- |
| Copa Mundial de Fútbol de 2014 | Brasil | Octavos de final |

## Clubes
| Club                 | País           | Año             |
| -------------------- | -------------- | --------------- |
| San José Earthquakes | Estados Unidos | 2005 - 2013     |
| Vancouver Whitecaps  | Canadá         | 2013 - 2015     |
| Toronto FC           | Canadá         | 2016 - 2018     |
| Los Angeles FC       | Estados Unidos | 2018 - 2019     |
| Colorado Rapids      | Estados Unidos | 2020 - presente |

## Palmarés

### Campeonatos nacionales
| Título                 | Club                 | País           | Año  |
| ---------------------- | -------------------- | -------------- | ---- |
| MLS Supporters' Shield | San Jose Earthquakes | Estados Unidos | 2012 |
| Campeonato Canadiense  | Vancouver Whitecaps  | Canadá         | 2015 |
| Campeonato Canadiense  | Toronto FC           | Canadá         | 2016 |
| Campeonato Canadiense  | Toronto FC           | Canadá         | 2017 |
| MLS Supporters' Shield | Toronto FC           | Estados Unidos | 2017 |
| Copa MLS               | Toronto FC           | Estados Unidos | 2017 |
| MLS Supporters' Shield | Los Angeles FC       | Estados Unidos | 2019 |